# Comté de Nyandarua
Le comté de Nyandarua est un comté du Kenya. Avant 2013, c'était un district de la province centrale. Son chef-lieu est Ol Kalou. En 2019, le compté comportait 638 289 habitants.

## Géographie
Le comté se trouve à l'ouest de la chaîne d'Aberdare. Le comté de Nyandarua est divisé en six divisions : Ndaragwa, North Kinangop, Ol Kalou, South Kinangop, Ol Joro Orok et Kipipiri.

## Agriculture
L'industrie principale est l'agriculture. Les principales cultures sont le maïs , les haricots , les pois , les pommes de terre , le blanc et le chou frisé , les carottes , les oignons et les tomates , ainsi que le blé , l'orge , le tanacetum et les fleurs coupées. L'élevage est essentiellement centré sur les vaches laitières et les brebis mérinos.

## Infrastructure
Le comté de Nyandarua compte plus de 1 000 km de routes, dont 14 % sont goudronnées et 19 %  en gravier. Il y a dix bureaux de poste et onze institutions financières dans le comté. Il existe 36 formations sanitaires publiques.